# A719高速公路
A719高速公路是法国的一条高速公路，始于A71高速公路的12号枢纽，终于Andelot Monteignet，与A71高速相连。A719长度约9千米。该高速为2x2车道，呈东西走向，西端还与欧洲E11公路相连，东端与2209国道相接。